# Иранская философия
Иранская философия или персидская философия является частью восточной философии и отличается богатой и древней историей. Её корни уходят во времена индоиранских племён, чьи космологические взгляды нашли наиболее полное отражение в текстах «Авесты» (первая половина II тысячелетия до н. э.). В последующем огромное влияние на философскую мысль этих племён оказали такие исторические события и последовавшие за ними перемены, как распространение ислама и монгольское нашествие.

## Доисламский период

### Зороастризм
Это одна из древнейших религий мира, которая сложилась на основе откровений пророка Заратуштры, записанных в собрании священных книг — «Авесте». Заратуштра первым задаётся вопросом генезиса зла, которое понимается им как одно из двух противоположных начал мироздания. Бытие слагается из света и мрака — Ормазда и Ахримана. Они пребывают в постоянной борьбе друг с другом, и перевес достаётся то одной, то другой стороне в соответствии с циклическим характером противостояния. Мировоззрения Заратуштры оказали сильное влияние на философию Древней Греции и Рима. Небольшие общины зартошти встречаются и по сей день.

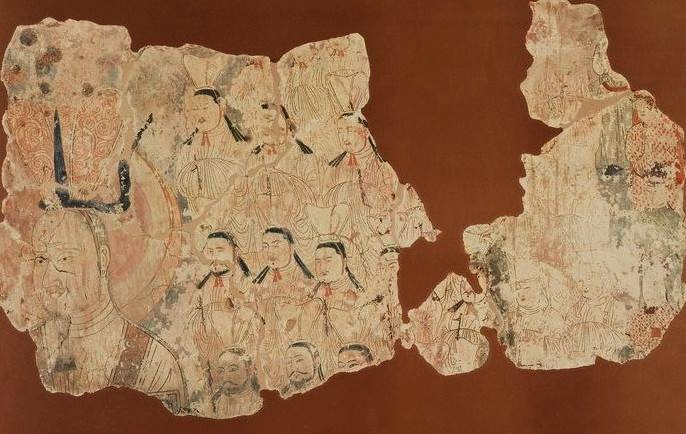
Мани и его последователи. Фреска.

### Манихейство
Религиозное учение древнеперсидского пророка Мани представляло собой синкретическое соединение вавилонско-халдейских, иудейских, христианских, зороастрийских гностических представлений о мире. В начале эры оно получило широкое распространение на территориях от Северной Африки на западе до Китая на востоке. По представлениям манихейцев, бытие порождено столкновением доброго и злого начал, роль человека сводится к тому, чтобы через хорошие поступки обеспечить свободу светлой стороне своей души.

### Маздакизм
Учение Маздака, имевшее распространение в раннее средневековье, являло собой подобие коммунистической доктрины. Последователи маздакизма придерживались идей о равенстве имущества, о необходимости взаимопомощи. В космологическом плане маздакизм во многом напоминал манихейство, но отличался большей нейтральностью суждений.

## Классический исламский период
Начавшаяся в VII веке исламизация Ирана привела к значительным культурным и социальным переменам. Но древнеиранские традиции и представления не были уничтожены полностью и продолжили своё существование как самостоятельно, так и в связи с исламом. Например, определённое давление на мусульманские традиции оказывала концепция о вечном времени (зурван, дахр) как первооснове всех циклических изменений бытия. Широкое распространение получил восточный аристотелизм, сочетавший в себе элементы неоплатонизма. Наиболее значительным представителем этого направления стал Ибн Сина, который написал такие трактаты по философии, как «Книга о любви», «Книга о сущности молитвы», «Книга о смысле паломничества», «Книга об избавлении от страха смерти», «Книга о предопределении». Получают распространение такие религиозно-философские течения, как иллюминационизм и трансцендентальная теософия.

## Современная иранская философия
Для современного состояния философской мысли в Иране характерны попытки соединить различные течения западноевропейской философии с религиозными воззрениями ислама, например экзистенциализм с суфизмом и т. п.
Среди иранских философов и мыслителей XX века можно выделить следующие имена: Джавад Табатабаи, Сейид Хоссейн Наср, Ахмад Фардид, Абдолкарим Соруш, Джалаледдин Аштьяни, Рухолла Хомейни, Мухсин Кадивар и другие.